# Садове (Новоушицька селищна громада)
Садо́ве — село в Україні, в Кам'янець-Подільському районі Хмельницької області. Населення становить 200 осіб (зі 109 сільських дворів). Входить до складу Новоушицької селищної громади

## Загальні відомості
Село розміщене на правій стороні яру, по якому протікає річка Данилівка, що бере свій початок в урочищі с. Песець та впадає у Дністер. На півночі межує з селом Песець, на схід від села через яр розташовані села Соколівка та Пилипи-Хребтіївські, на півдні з Борсуками.
Рельєф рівнинний, сильно розчленований ярами. Клімат помірний. Ґрунти суглинисті. Корисні копалини виявлені поблизу села: глина, пісок, вапняковий камінь. Поблизу села знаходиться заказник місцевого значення «Данилівський», площею 638 га.
В селі є початкова загальноосвітня школа І ступеня навчання, фельдшерсько-акушерський пункт та клуб. Є пам'ятник воїнам, які загинули під час визволення села в Другій світовій війні.

## Географія
У селі річка Левкова Долина впадає у річку Данилівку.

### Історія
Село вперше згадується в історичних документах у 1445 році. Село Садове до 1934 року називалось Попівка, а в 1934 році було перейменоване на село Ворошилівка. В 1957 році це ж село отримало назву Садове. У старі часи Попівка була відома як колишній хутор священика.

### Часи Голодомору в селі
За даними офіційних джерел (тогочасних ЗАГСів, які, внаслідок заборони керівництва СРСР-ВКП(б), не реєстрували правдиву кількість померлих саме від голоду, бо було заборонено вказувати причину, що людина померла голодною смертю) в селі в 1932—1933 роках загинуло близько 13 жителів села. На сьогодні встановлено імена лише 7 осіб. Мартиролог укладений на підставі поіменних списків жертв Голодомору 1932—1933 років, складених Федірківською сільською радою згідно з даними місцевого РайЗАГСу (хоча й звіритися з конкретними документальними свідченнями неможливо, оскільки не всі вони дійшли до наших днів, в силу різних обставин Поіменні списки зберігаються в Державному архіві Хмельницької області.
Кількість померлих і їх особисті дані не є остаточними, оскільки не всі дані збереглися і не все заносилося до книг обліку тому є ймовірність, того, що мартиролог Голодомору в селі буде розширений Наразі, згідно попередніх списків уже можна дійти висновків: що серед померлих селян більшість були селянами-односібниками, які не працювали в артілі чи колгоспі, і це є підтвердженням навмисних дій тодішньої влади — на знищення українського незалежного селянства.

## Галерея

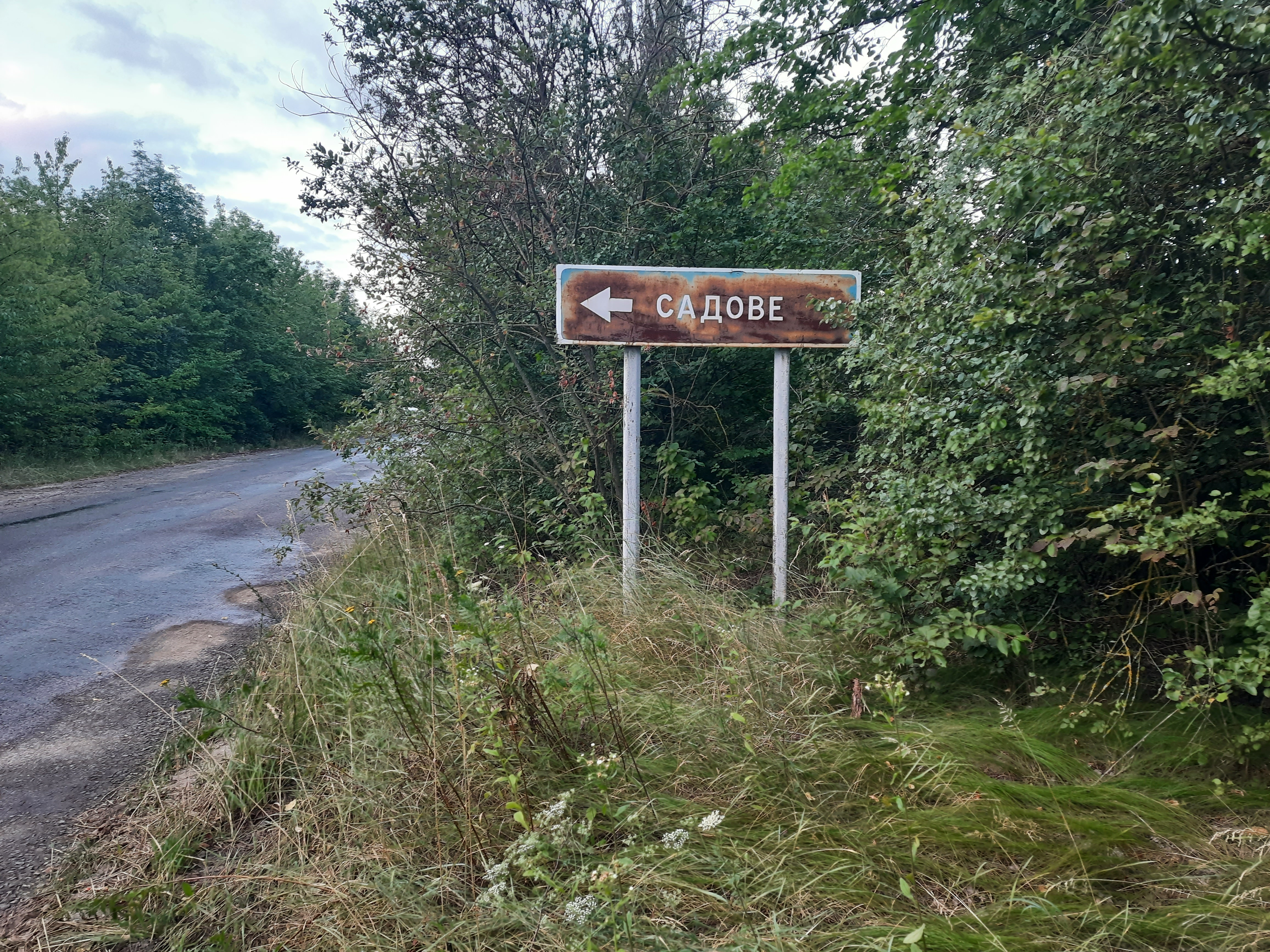
Дорожній знак при повороті на село
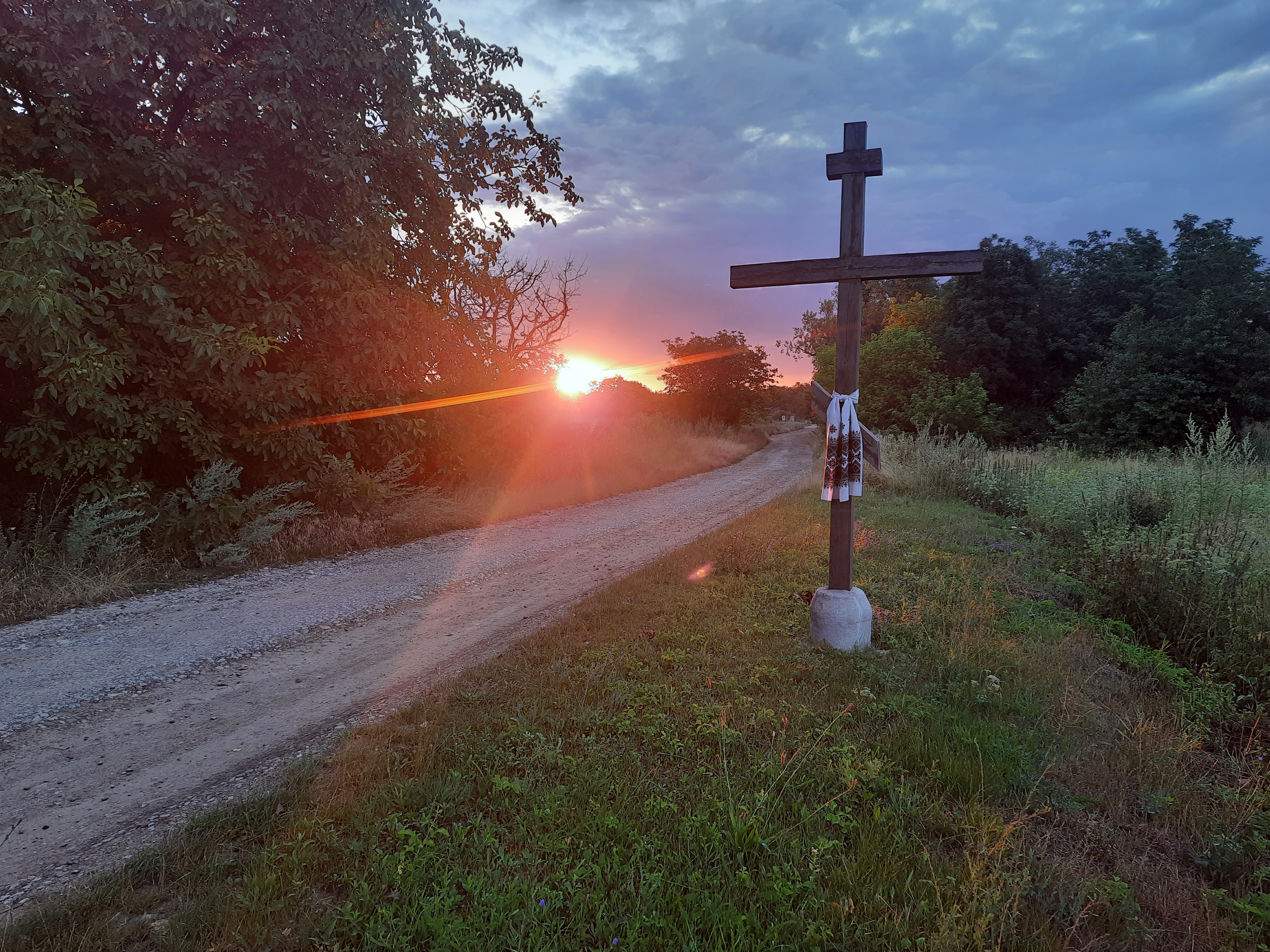
Над селом сходить сонце
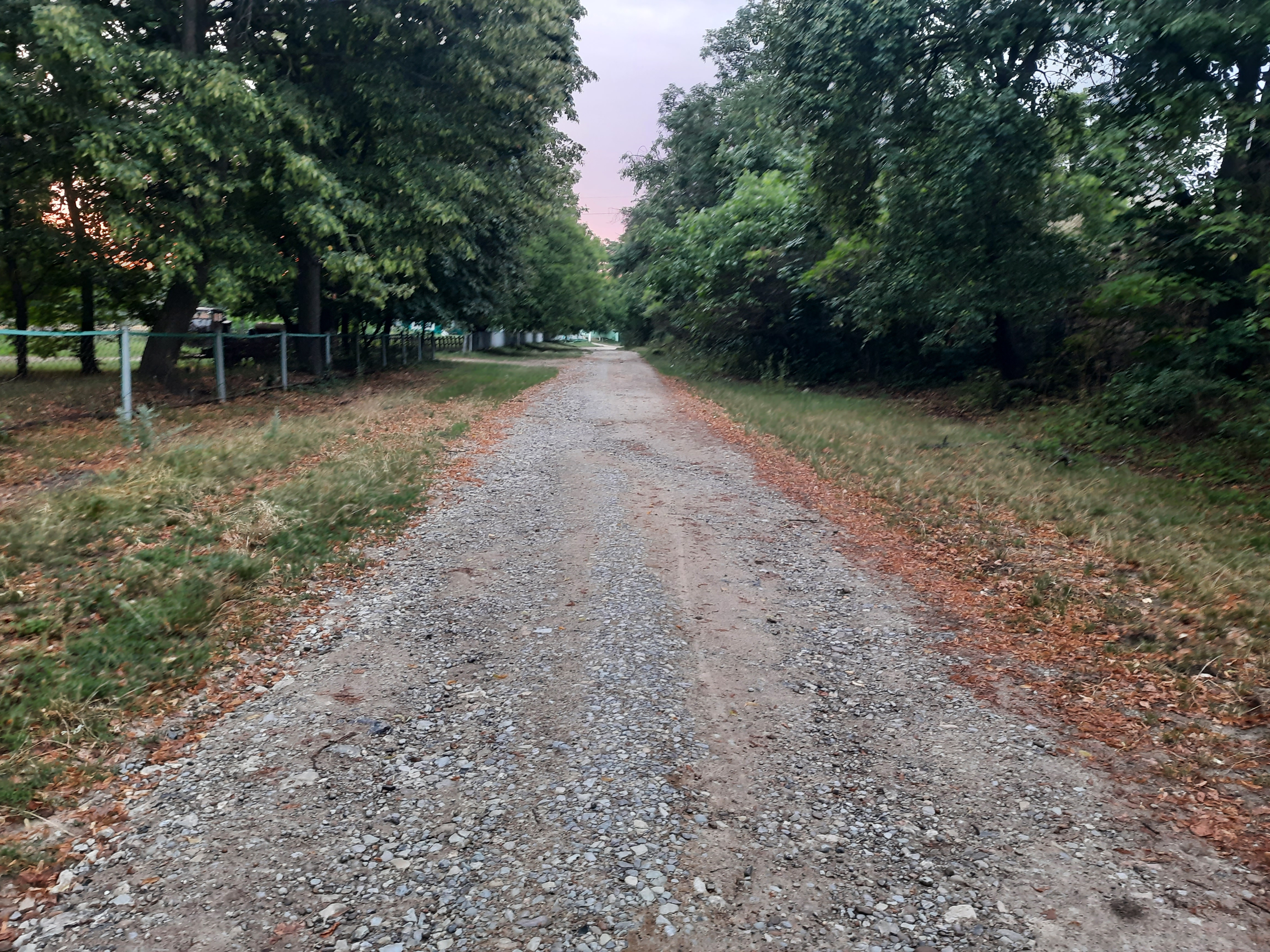
Сільська вулиця
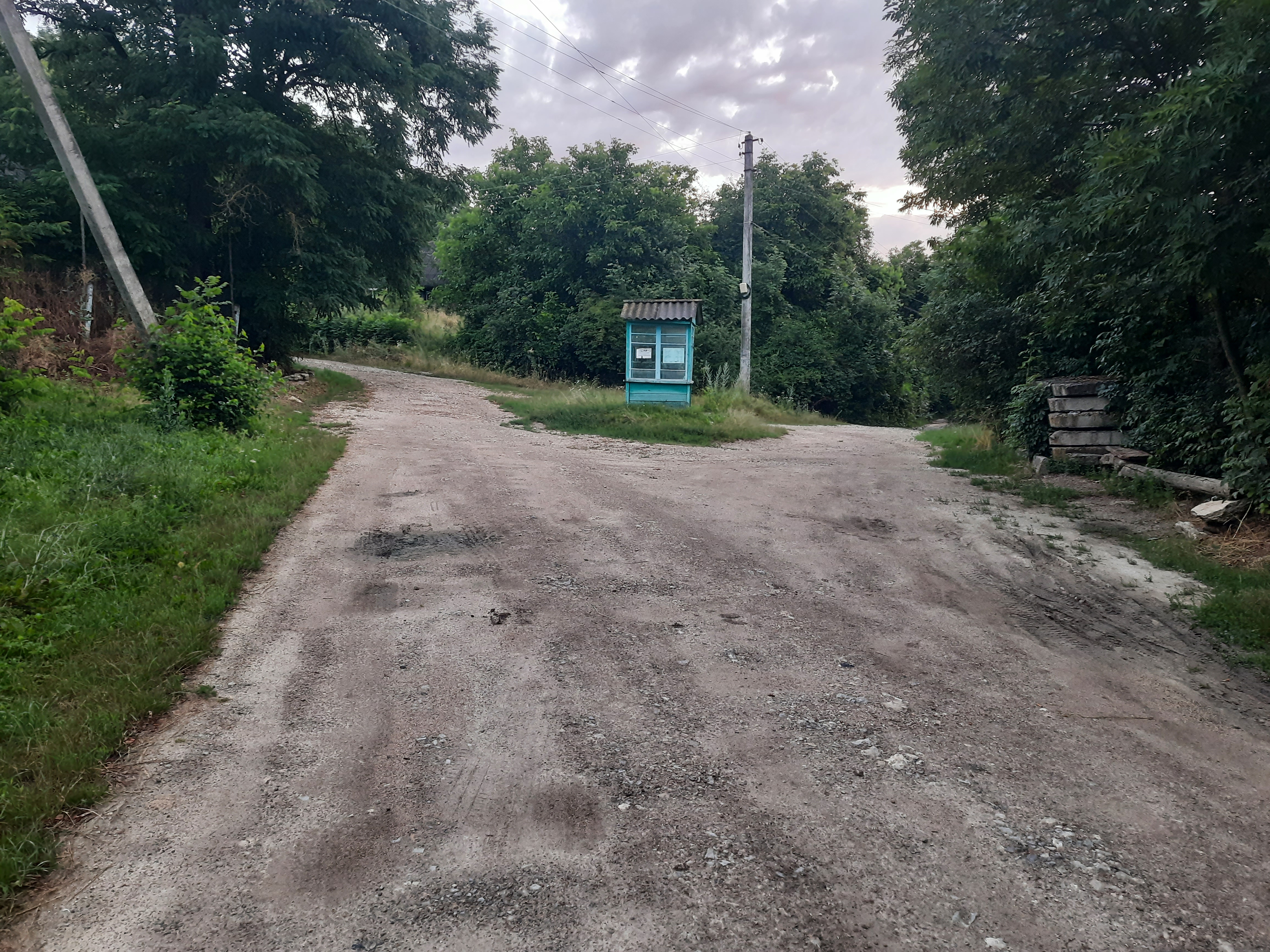
Сільська вулиця
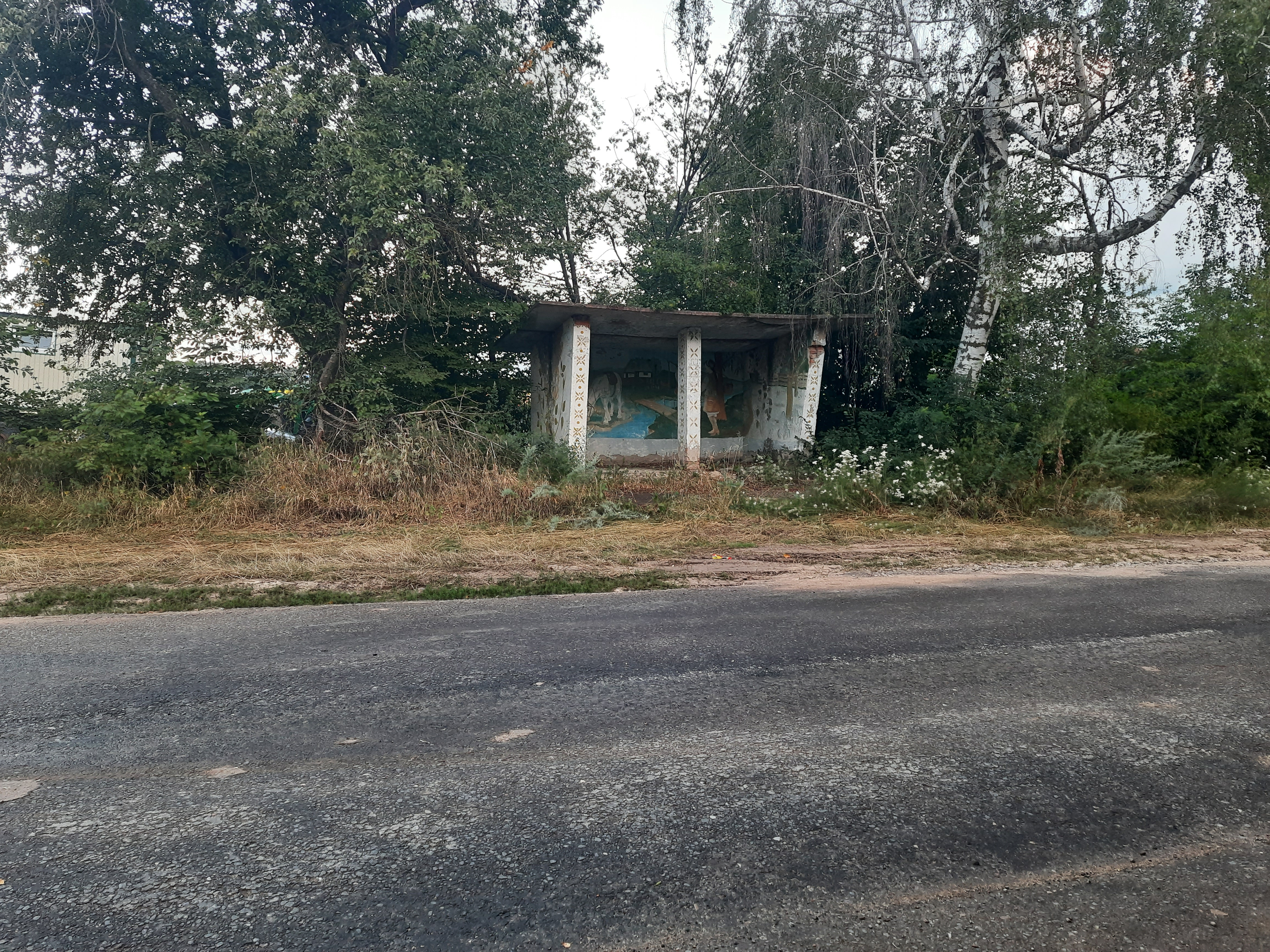
Автобусна зупинка
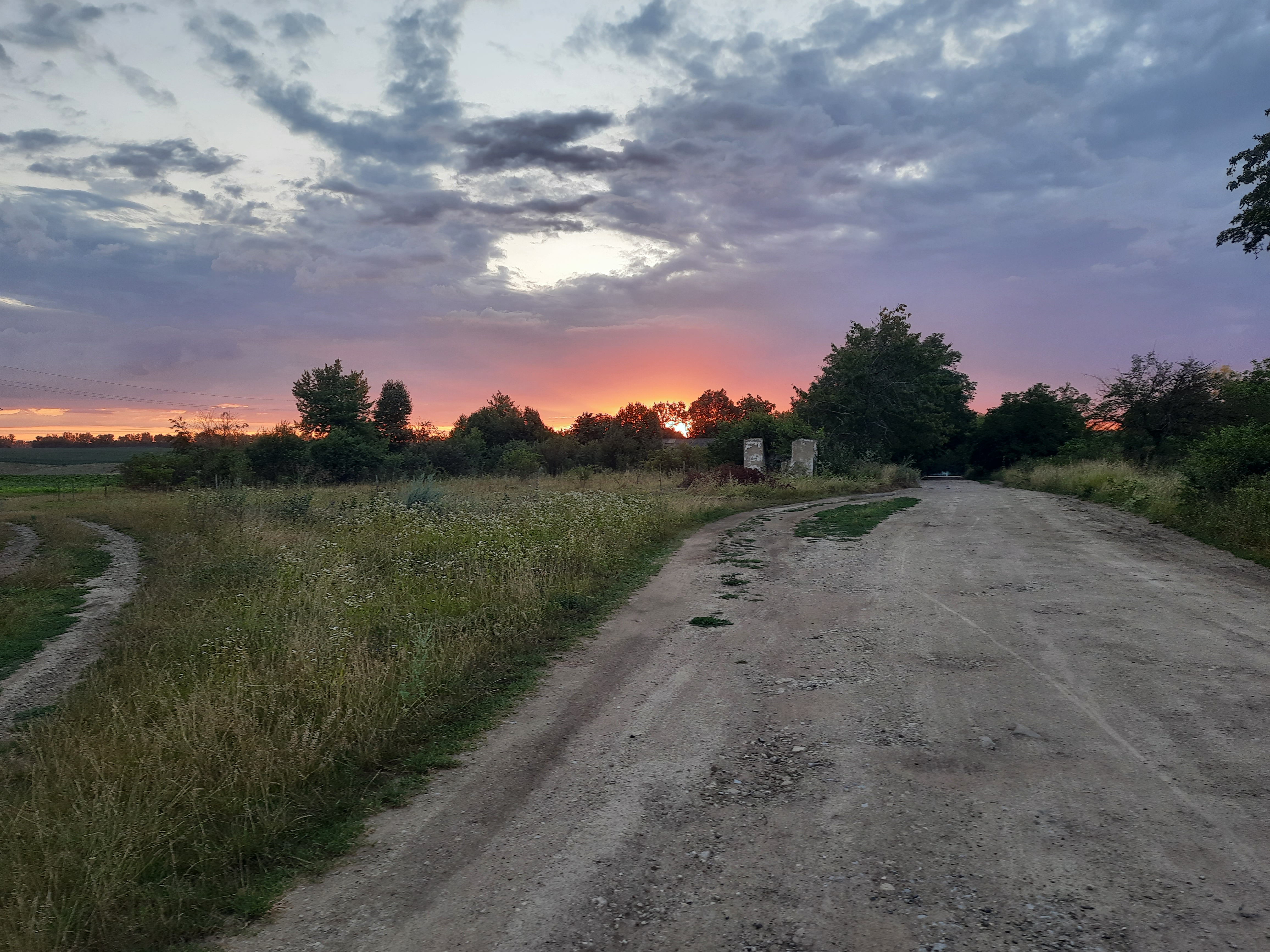
Околиця села